# Фортунис, Костас
Константинос Фортунис (греч. Κωνσταντίνος Φορτούνης; 16 октября 1992, Трикала) — греческий футболист, атакующий полузащитник клуба «Аль-Халидж». Выступал за сборную Греции.

## Карьера

### Клубная
Фортунис является воспитанником греческого «Олимпиакоса» из города Пирей. В 2008 году он перешёл в молодёжную команду «Трикалы», а в июле 2009 года заключил профессиональный контракт. В сезоне 2009/10 греческий футболист провёл за основной состав «Трикалы» 30 матчей. В итоге его команда, выступавшая в Гамма Этники — третьей по значимости лиге Греции, заняла 2 место в южном дивизионе, что дало ей право выхода в Бета Этники.
Игра молодого полузащитника в «Трекале», а также в юношеской сборной Греции, привлекла внимание главного тренера клуба «Астерас». В июле 2010 года состоялся переход Фортуниса в эту команду, сумма сделки оценивалась в 40 тыс. фунтов стерлингов. 11 сентября состоялся дебют футболиста в греческой Суперлиге: грек вышел на замену на 85-й минуте матча с ПАОКом, который закончился нулевой ничьей. На тот момент Фортунису было 17 лет и 10 месяцев. Дебютный гол за новую команду греческий игрок забил уже через неделю, во встрече с афинским АЕКом. Игра завершилась вничью (2:2). К концу сезона 2010/11 полузащитник провёл 24 матча в высшем дивизионе Греции (1 гол), а также несколько игр в Кубке страны. «Астерас» завершил сезон в шаге от зоны вылета, заняв 13 место в итоговой таблице.
Ещё в зимнее трансферное окно сезона 2010/11 итальянский «Ювентус» был заинтересован в услугах Фортуниса, предлагая «Астерасу» отдать игрока в аренду с опцией покупки, но руководство греческого клуба отвергло это предложение. Однако в июне 2011 года была достигнута договорённость о переходе Константиноса в немецкий «Кайзерслаутерн». Сумма трансфера, по данным сайта «Transfermarkt», составила 220 тыс. фунтов стерлингов. Контракт с футболистом был рассчитан на 4 года. Главный тренер «Кайзерслаутерна» Марко Курц высказался по поводу данной сделки таким образом:
Это очень талантливый атакующий игрок. У него хорошее будущее. <…> Мы заинтересованы в его дальнейшем развитии. Уверены, что в нашей команде он сможет ещё прибавить и принести много пользы в игре.

После перехода в стан немецкого клуба Фортунис дебютировал в Бундеслиге 6 августа 2011 года в матче с «Вердером», выйдя на замену во втором тайме. Игра окончилась поражением его клуба со счётом 0:2. Первый матч в Кубке Германии грек сыграл 26 октября против «Айнтрахта» из Франкфурта-на-Майне. По окончании сезона 2011/12 у Фортуниса было 28 матчей в Бундеслиге. Это не помогло «Кайзерслаутерну» остаться в высшем дивизионе Германии: заняв последнее место, клуб опустился во Вторую Бундеслигу.

### В сборной
Удачные выступления Фортуниса за юношескую сборную Греции послужили поводом для вызова игрока в сборные других возрастов. 3 мая 2010 года футболист сыграл первый матч за команду своей страны для игроков до 19 лет: это была игра с венграми. На чемпионате Европы-2011 для футболистов до 19 лет греческий полузащитник также проявил себя: в игре с румынами он стал автором единственного гола. Получив в 2011 году вызов в молодёжную сборную, игрок из Греции стал участвовать в квалификации к молодёжному чемпионату Европы. 2 сентября он отметился голом в матче с киприотами, а в голевой феерии 11 ноября, когда Греция принимала дома Германию и проиграла 4:5, Фортунис забил 1 гол, сделал 1 голевую передачу, а на 93 минуте был удалён с поля за грубый фол.
29 февраля 2012 года Фортунис дебютировал в главной сборной страны: он вышел на поле в товарищеской игре с Бельгией после первого тайма. 17 мая Константинос был включён в предварительный состав сборной на Евро-2012, а 29 мая попал и в окончательную заявку на данный турнир. В первом матче чемпионата Европы, который состоялся 8 июня 2012 года на Национальном стадионе в Варшаве, Польша принимала команду Греции, и Костас Фортунис вышел на поле на 68-й минуте встречи.

## Достижения
- Чемпион Греции (6): 2014/15, 2015/16, 2016/17, 2019/20, 2020/21, 2021/22
- Обладатель Кубка Греции: 2014/15, 2019/20
- Победитель Лиги Конференций: 2023/24
- Лучший бомбардир чемпионата Греции: 2015/16